# Panchagarh Sadar
Panchagarh Sadar är ett underdistrikt i Bangladesh. Det ligger i den nordvästra delen av landet, 300 km nordväst om huvudstaden Dhaka.
Trakten runt Panchagarh Sadar består till största delen av jordbruksmark. Runt Panchagarh Sadar är det tätbefolkat, med 613 invånare per kvadratkilometer.